# Мавзолей Тугон Тюрк
Мавзолей Тугон Тюрк (или Мавзолей Тогон Тюрк) – архитектурный памятник в городе Хива Хорезмской области Республики Узбекистан. Мавзолей датируется 19 веком и сегодня находится по адресу улица Заргарлар, 19, махалля «Ичан-Кала». Объект представляет собой однокупольное здание, расположенное в жилом квартале к северу от дворца Таш-Хаули.
4 октября 2019 года постановлением Кабинета Министров Республики Узбекистан мавзолей Тугон Тюрк был включен в национальный список недвижимых объектов материального культурного наследия и взят под государственную охрану. В настоящее время Управление культурного наследия Хорезмской области является государственной собственностью на праве оперативного управления.

## История строительства
Мавзолей расположен на улице Заргарлар, недалеко от Ичан-Кала, в северо-западном углу дворца Таш-Хаули. Согласно имеющимся сведениям, мавзолей был построен в честь Тогонского тюрка, который был выходцем из тюркских мусульман и был одним из послов, посланных в Хорезм Кутбой ибн Муслимом, завоевавшим Хорезм в 712 году. В начале 13 века мавзолей был сильно поврежден, когда войска Чингисхана разрушили почти весь город. Мавзолей был перестроен в 19 веке.
Фундамент здания мавзолея достигает глубины одного метра от уровня земли. Это объясняется тем, что здание мавзолея древнее. Сведения о Тогон Тюрк Ота до нас не дошли. По словам историка Хивинского ханства Мухаммада Юсуфа Баяни, его могила находится внутри дворца Старый Арк. Другой историк пишет, что он был выходцем из тюркских племен и служил военачальником при Абу Муслиме Хорасани. Абу Муслим Хорасани бежал в Хорезм после попытки убийства в Фергане, и провел там последние годы своей жизни. После его смерти жители города построили мавзолей в честь отца Тогона.